# Список самолётов (E-H)
Список самолётов по производителям
A-B C-D E-H I-M N-S T-Z А-Я

## E

### EADS
Смотрите самолёты Airbus
| Наименование | Фото | Тип                   | Первый полёт    | Количество экземпляров | Годы производства | Прим. |
| ------------ | ---- | --------------------- | --------------- | ---------------------- | ----------------- | ----- |
| Barracuda    |      | разведывательный БПЛА | 2 апреля 2006   | н/д                    |                   |       |
| Harfang      |      | разведывательный БПЛА | 9 сентября 2006 | 4                      |                   |       |

### Edgley
| Наименование | Фото | Тип                        | Первый полёт    | Количество экземпляров | Годы производства | Прим. |
| ------------ | ---- | -------------------------- | --------------- | ---------------------- | ----------------- | ----- |
| EA-7 Optica  |      | самолёт воздушной разведки | 14 декабря 1979 | 21                     | 1983 — 1990       |       |

### Eclipse Aviation
| Наименование | Фото | Тип         | Первый полёт    | Количество экземпляров | Годы производства         | Прим. |
| ------------ | ---- | ----------- | --------------- | ---------------------- | ------------------------- | ----- |
| 500          |      | бизнес-джет | 26 августа 2002 | 260                    | январь 2001 — ноябрь 2008 |       |
| 550          |      | бизнес-джет | 12 марта 2014   | 6                      | 2013 — н.в.               |       |

### Elbit Systems
| Наименование | Фото | Тип                   | Первый полёт   | Количество экземпляров | Годы производства | Прим. |
| ------------ | ---- | --------------------- | -------------- | ---------------------- | ----------------- | ----- |
| Hermes 180   |      | разведывательный БПЛА | 2002           | н/д                    |                   |       |
| Hermes 450   |      | разведывательный БПЛА | 1994           | н/д                    |                   |       |
| Hermes 900   |      | разведывательный БПЛА | 9 декабря 2009 | н/д                    | 2010 — н.в.       |       |
| Hermes 1500  |      | разведывательный БПЛА | 1997           | н/д                    |                   |       |
| Skylark I/II |      | разведывательный БПЛА | 2003           | н/д                    |                   |       |

### Embraer
см. также: AMX International
| Наименование                           | Фото | Тип                               | Первый полёт    | Количество экземпляров | Годы производства | Прим.             |
| -------------------------------------- | ---- | --------------------------------- | --------------- | ---------------------- | ----------------- | ----------------- |
| EMB 110 Bandeirante                    |      | региональный пассажирский самолёт | 26 октября 1968 | 501                    | 1968 — 1991       |                   |
| EMB 120 Brasilia                       |      | региональный пассажирский самолёт | 27 июля 1983    | 354                    | 1983 — 2001       |                   |
| EMB 121 Xingu                          |      | самолёт общего назначения         | 10 октября 1976 | 106                    | 1977 — 1987       |                   |
| EMB 123 Vector                         |      | региональный пассажирский самолёт | 18 июля 1990    | 3                      |                   | программа закрыта |
| ERJ 135/140/145                        |      | региональный пассажирский самолёт | 11 августа 1995 | 1231                   | 1992 — 2020       |                   |
| EMB 135BJ Legacy 600                   |      | бизнес-джет                       | 31 марта 2001   | 283                    | 2002 — 2020       |                   |
| E-Jet (E-170 / E-175 / E-190 / E-195)  |      | пассажирский самолёт              | 19 февраля 2002 | 1646                   | 2001 — н.в.       |                   |
| E-Jet E2 (E175-E2 / E190-E2 / E195-E2) |      | пассажирский самолёт              | 23 мая 2016     | 50                     | 2013 — н.в.       |                   |
| ERJ 190 Lineage 1000                   |      | бизнес-джет                       | 26 октября 2007 | 21                     | 2007 — н.в.       |                   |
| EMB 312 Tucano                         |      | учебно-боевой самолёт             | 16 августа 1980 | 624                    | 1980 — 1996       |                   |
| EMB 314 Super Tucano                   |      | учебно-боевой самолёт / штурмовик | 2 июня 1999     | 247+                   | 2003 — н.в.       |                   |
| EMB 500 Phenom 100                     |      | бизнес-джет                       | 26 июля 2007    | 380                    | 2007 — н.в.       |                   |
| EMB 505 Phenom 300                     |      | бизнес-джет                       | апрель 2008     | 600                    | 2009 — н.в.       |                   |
| KC-390                                 |      | транспортный самолёт              | 3 февраля 20155 | 4                      | 2018 — н.в.       |                   |
| R-99 (EMB 145 AEW&C)                   |      | транспортный самолёт              | 1999            | 18                     | 1999 — н.в.       |                   |

### EMT Penzberg
| Наименование | Фото | Тип                   | Первый полёт | Количество экземпляров | Годы производства | Прим. |
| ------------ | ---- | --------------------- | ------------ | ---------------------- | ----------------- | ----- |
| Aladin       |      | разведывательный БПЛА | 2005         | н/д                    |                   |       |
| Luna X-2000  |      | разведывательный БПЛА | 2000         | 142                    |                   |       |

### ENAER
Empresa Nacional de Aeronáutica de Chile
| Наименование | Фото | Тип             | Первый полёт | Количество экземпляров | Годы производства      | Прим. |
| ------------ | ---- | --------------- | ------------ | ---------------------- | ---------------------- | ----- |
| T-35 Pillán  |      | учебный самолёт | 6 марта 1981 | 154                    | 28 декабря 1984 — 1991 |       |

### English Electric
| Наименование | Фото | Тип            | Первый полёт   | Количество экземпляров | Годы производства | Прим. |
| ------------ | ---- | -------------- | -------------- | ---------------------- | ----------------- | ----- |
| Canberra     |      | бомбардировщик | 13 мая 1949    | ~950                   |                   |       |
| Lightning    |      | истребитель    | 4 августа 1954 | 334                    |                   |       |

### Entwicklungsring Süd (EWR)
| Наименование | Фото | Тип                    | Первый полёт   | Количество экземпляров | Годы производства | Прим.             |
| ------------ | ---- | ---------------------- | -------------- | ---------------------- | ----------------- | ----------------- |
| VJ 101       |      | экспериментальный СВВП | 10 апреля 1963 | 2                      |                   | программа закрыта |

### Epic Aircraft
| Наименование | Фото | Тип                       | Первый полёт    | Количество экземпляров | Годы производства        | Прим. |
| ------------ | ---- | ------------------------- | --------------- | ---------------------- | ------------------------ | ----- |
| 1000         |      | самолёт общего назначения | 19 декабря 2015 | н/д                    | 2020 — н.в.              |       |
| Dynasty (LT) |      | самолёт общего назначения | 2004            | 54                     | 2004 — 2009; 2010 — 2018 |       |
| Elite        |      | бизнес-джет               | 7 июня 2007     |                        |                          |       |

### ESAero
| Наименование | Фото | Тип                       | Первый полёт | Количество экземпляров | Годы производства | Прим.        |
| ------------ | ---- | ------------------------- | ------------ | ---------------------- | ----------------- | ------------ |
| X-57 Maxwell |      | экспериментальный самолёт | не было      | 1                      |                   | в разработке |

### Etrich
| Наименование | Фото | Тип                  | Первый полёт | Количество экземпляров | Годы производства | Прим. |
| ------------ | ---- | -------------------- | ------------ | ---------------------- | ----------------- | ----- |
| Taube        |      | многоцелевой самолёт | 1910         | ~500                   |                   |       |

### Eurofighter GmbH
| Наименование | Фото | Тип         | Первый полёт  | Количество экземпляров | Годы производства | Прим. |
| ------------ | ---- | ----------- | ------------- | ---------------------- | ----------------- | ----- |
| Typhoon      |      | истребитель | 27 марта 1994 | 570                    | 1994 — н.в.       |       |

### Evektor
| Наименование  | Фото | Тип                                                | Первый полёт | Количество экземпляров | Годы производства | Прим. |
| ------------- | ---- | -------------------------------------------------- | ------------ | ---------------------- | ----------------- | ----- |
| EV-55 Outback |      | многоцелевой самолёт укороченного взлёта и посадки | 24 июня 2011 | 20                     |                   |       |

### Extra Flugzeugbau
| Наименование | Фото | Тип                | Первый полёт | Количество экземпляров | Годы производства | Прим. |
| ------------ | ---- | ------------------ | ------------ | ---------------------- | ----------------- | ----- |
| EA-300       |      | спортивный самолёт | 6 мая 1988   | 26                     | 1988 - н.в.       |       |

## F

### Fábrica Argentina de Aviones (FAdeA)
| Наименование | Фото | Тип                          | Первый полёт | Количество экземпляров | Годы производства | Прим.         |
| ------------ | ---- | ---------------------------- | ------------ | ---------------------- | ----------------- | ------------- |
| I.A. 73      |      | учебно-тренировочный самолёт |              | 1                      |                   | проект закрыт |

### Fábrica Militar de Aviones (FMA)
| Наименование       | Фото | Тип                                    | Первый полёт     | Количество экземпляров | Годы производства | Прим.               |
| ------------------ | ---- | -------------------------------------- | ---------------- | ---------------------- | ----------------- | ------------------- |
| AeC.1              |      | самолёт общего назначения              | 28 октября 1931  | 2                      |                   |                     |
| AeC.2              |      | самолёт общего назначения              | 18 апреля 1932   | 71                     |                   |                     |
| AeC.3 Urubera      |      | самолёт общего назначения              | 27 марта 1934    | 12                     |                   |                     |
| AeMB.2             |      | лёгкий бомбардировщик                  | 9 июня 1935      | 15                     | 1936              |                     |
| AeT.1              |      | пассажирский самолёт                   | 15 апреля 1933   | 3                      |                   |                     |
| I.Ae. 20 El Boyero |      | самолёт общего назначения              | 2 ноября 1940    | 131                    | 1949 — 1951       |                     |
| I.Ae. 22 DL        |      | учебный самолёт                        | 17 мая 1944      | 206                    |                   |                     |
| I.Ae. 24 Calquín   |      | истребитель-бомбардировщик             | 5 июня 1946      | 101                    | 1947 — 1950       |                     |
| I.Ae. 27 Pulqui    |      | истребитель                            | 9 августа 1947   | 1                      |                   | проект закрыт       |
| I.Ae. 30 Ñancú     |      | штурмовик                              | 18 июля 1948     | 1                      |                   | проект закрыт       |
| I.Ae. 31 Colibrí   |      | учебный самолёт                        | 18 сентября 1947 | 3                      |                   |                     |
| I.Ae. 33 Pulqui II |      | истребитель                            | 27 июня 1950     | 5                      |                   | проект закрыт       |
| I.Ae. 35 Huanquero |      | многоцелевой самолёт                   | 7 сентября 1953  | ~60                    |                   |                     |
| I.Ae. 36 Cóndor    |      | пассажирский самолёт                   | нет              | 0                      |                   | проект закрыт       |
| I.Ae. 37 Ala Delta |      | экспериментальный самолёт              | 19 октября 1954  | 1                      |                   | проект закрыт       |
| I.Ae. 38 Naranjero |      | экспериментальный транспортный самолёт | 10 декабря 1960  | 1                      |                   | проект закрыт       |
| I.Ae. 45 Querandí  |      | транспортный самолёт                   | 23 сентября 1957 | 2                      |                   |                     |
| I.Ae. 46 Ranquel   |      | самолёт общего назначения              | 23 декабря 1957  | ~220                   |                   |                     |
| IA 50 Guaraní II   |      | многоцелевой транспортный самолёт      | 23 апреля 1963   | 35                     |                   |                     |
| IA 53 Mamboretá    |      | сельскохозяйственный самолёт           | 10 ноября 1966   | 3                      |                   | серийно не строился |
| IA 58 Pucará       |      | лёгкий штурмовик                       | 20 августа 1969  | 110                    | 1974 — 1988       |                     |
| IA X 59 Dronner    |      | БПЛА                                   | 9 декабря 1972   | 1                      |                   | проект закрыт       |
| IA 63 Pampa        |      | учебно-боевой самолёт                  | 6 октября 1984   | 38                     | 1988 — н.в.       |                     |
| IA 70 Vector       |      | региональный пассажирский самолёт      | 18 июля 1990     | 3                      |                   | программа закрыта   |
| SAIA 90            |      | истребитель                            | нет              | 0                      |                   | программа закрыта   |

### Fairchild Aircraft
| Наименование        | Фото | Тип                          | Первый полёт    | Количество экземпляров | Годы производства | Прим. |
| ------------------- | ---- | ---------------------------- | --------------- | ---------------------- | ----------------- | ----- |
| FC                  |      | самолёт общего назначения    | 14 июня 1926    | ~180                   |                   |       |
| 21                  |      | самолёт общего назначения    | 1928            | 2                      |                   |       |
| 22                  |      | учебно-тренировочный самолёт | 1931            | 127                    | 1931 — 1935       |       |
| 24                  |      | самолёт общего назначения    | 1932            | 2232                   | 1932 — 1948       |       |
| C-119 Flying Boxcar |      | военно-транспортный самолёт  | 17 ноября 1947  | 1183                   | 1949 — 1955       |       |
| C-123 Provider      |      | военно-транспортный самолёт  | 14 октября 1949 | 307                    | 1949 — 1970       |       |
| F-27 / FH-227       |      | пассажирский самолет         | 12 апреля 1958  | 78                     | 1996 — 2002       |       |
| Metroliner          |      | пассажирский самолет         | 26 августа 1969 | >600                   | 1968 — 2001       |       |
| Fairchild Dornier   |      |                              |                 |                        |                   |       |
| 228                 |      | пассажирский самолет         | 21 марта 1981   | 270                    | 1981 — 1998       |       |
| 328                 |      | пассажирский самолет         | 6 декабря 1991  | 166                    | 1993 — 2000       |       |
| 328JET              |      | пассажирский самолет         | 20 января 1998  | 110                    | 1996 — 2002       |       |
| Fairchild Republic  |      |                              |                 |                        |                   |       |
| A-10 Thunderbolt II |      | штурмовик                    | 10 мая 1972     | 715                    | 1975 — 1984       |       |

### Fairey
| Наименование | Фото | Тип                                    | Первый полёт     | Количество экземпляров | Годы производства         | Прим. |
| ------------ | ---- | -------------------------------------- | ---------------- | ---------------------- | ------------------------- | ----- |
| Albacore     |      | палубный торпедоносец / бомбардировщик | 12 декабря 1938  | 800                    | 1939 — 1943               |       |
| Barracuda    |      | палубный торпедоносец / бомбардировщик | 7 декабря 1940   | 2607                   | 1942 — 1947               |       |
| Battle       |      | бомбардировщик                         | 10 марта 1937    | 2185                   | 1937 — 1940               |       |
| Belfair      |      | самолёт общего назначения              | 11 ноября 1946   | 7                      |                           |       |
| Firefly      |      | палубный истребитель                   | 22 декабря 1941  | 1702                   | январь 1943 — апрель 1956 |       |
| Firefly II   |      | истребитель                            | 5 февраля 1929   | 88                     | 1931                      |       |
| Flycatcher   |      | палубный истребитель                   | ноябрь 1922      | 196                    | 1923 — 1930               |       |
| Fox          |      | многоцелевой самолёт                   | 3 января 1925    | 230                    | июнь 1926 — май 1939      |       |
| Fulmar       |      | палубный истребитель                   | 4 января 1940    | 600                    | 1940 — 1943               |       |
| Gannet       |      | палубный противолодочный самолёт       | 19 сентября 1949 | 348                    | 1953 — 1961               |       |
| Seafox       |      | корабельный самолет-разведчик          | 27 мая 1936      | 66                     | 1937 — 1938               |       |
| Seal         |      | палубный торпедоносец                  | 1930             | 91                     | 1937 — 1939               |       |
| Swordfish    |      | палубный торпедоносец                  | 17 апреля 1934   | 2392                   | 1936 — 1944               |       |

### Farman
| Наименование | Фото | Тип                                   | Первый полёт | Количество экземпляров | Годы производства | Прим. |
| ------------ | ---- | ------------------------------------- | ------------ | ---------------------- | ----------------- | ----- |
| IV           |      | многоцелевой самолёт                  | 1909         | н/д                    |                   |       |
| MF.11        |      | многоцелевой самолёт                  | 1913         | н/д                    |                   |       |
| F.50         |      | ночной бомбардировщик                 | 1918         | ~100                   |                   |       |
| F.60 Goliath |      | бомбардировщик / транспортный самолёт | январь 1919  | ~60                    |                   |       |
| F.70         |      | пассажирский самолёт                  | 1920         | ~20                    |                   |       |
| F.220        |      | тяжелый бомбардировщик                | 26 мая 1935  | 70                     | 1935 — 1938       |       |

### Faucett
| Наименование | Фото | Тип                  | Первый полёт | Количество экземпляров | Годы производства | Прим.                                                                     |
| ------------ | ---- | -------------------- | ------------ | ---------------------- | ----------------- | ------------------------------------------------------------------------- |
| F-19         |      | пассажирский самолёт | 1934         | 36                     | 1934 — 1947       | единственный довоенный пассажирский самолёт, полностью построенный в Перу |

### Felixstowe
| Наименование | Фото | Тип                     | Первый полёт | Количество экземпляров | Годы производства | Прим.                          |
| ------------ | ---- | ----------------------- | ------------ | ---------------------- | ----------------- | ------------------------------ |
| Porte Baby   |      | патрульный гидросамолёт | 1916         | 11                     |                   | использовался в роли авиаматки |

### FIAT
| Наименование  | Фото | Тип                                | Первый полёт    | Количество экземпляров | Годы производства                   | Прим. |
| ------------- | ---- | ---------------------------------- | --------------- | ---------------------- | ----------------------------------- | ----- |
| BR.20 Cicogna |      | средний бомбардировщик             | 10 февраля 1936 | 735                    | 1927 — 1931                         |       |
| CR.20         |      | истребитель                        | 19 июля 1926    | 580                    | сентябрь 1936 — конец 1943          |       |
| CR.25         |      | многоцелевой самолёт               | 22 июля 1937    | 12                     |                                     |       |
| CR.32         |      | истребитель                        | 28 апреля 1933  | 1312                   | февраль 1935 — осень 1939           |       |
| CR.42 Falco   |      | истребитель                        | 23 мая 1938     | 1782                   | 1939 — лето 1944                    |       |
| G.12          |      | транспортный самолёт               | 15 октября 1940 | 104                    |                                     |       |
| G.18          |      | транспортный самолёт               | 3 сентября 1935 | 9                      |                                     |       |
| G.50 Freccia  |      | истребитель                        | 26 февраля 1937 | 833                    | ноябрь 1937 — август 1942           |       |
| G.55 Centauro |      | истребитель                        | 30 апреля 1942  | 349                    | июнь 1943 — апрель 1944 1947 — 1948 |       |
| G.212         |      | пассажирский самолёт               | 19 января 1947  | 19                     | 1947 — 1950                         |       |
| RS.14         |      | морской разведчик / бомбардировщик | 1938            | 188                    | 1940 — 1943                         |       |

### Fieseler
| Наименование        | Фото | Тип                                             | Первый полёт   | Количество экземпляров | Годы производства | Прим. |
| ------------------- | ---- | ----------------------------------------------- | -------------- | ---------------------- | ----------------- | ----- |
| Fi 97               |      | разведчик, самолёт связи                        | 1934           | 5                      | 1934              |       |
| Fi 103R Reichenberg |      | пилотируемый самолёт-снаряд                     | сентябрь 1944  | ~175                   |                   |       |
| Fi 156 Storch       |      | разведчик, самолёт связи                        | 24 мая 1936    | более 2900             | 1937 – 1949       |       |
| Fi 167              |      | палубный бомбардировщик-торпедоносец, разведчик | 12 ноября 1937 | 14-15                  | 1936 – 1942       |       |

### FlyNano
| Наименование | Фото | Тип                            | Первый полёт | Количество экземпляров | Годы производства | Прим. |
| ------------ | ---- | ------------------------------ | ------------ | ---------------------- | ----------------- | ----- |
| Nano         |      | гидросамолёт общего назначения | 11 июня 2012 | 1                      |                   |       |

### Focke-Wulf
| Наименование     | Фото | Тип                                | Первый полёт    | Количество экземпляров | Годы производства  | Прим.                            |
| ---------------- | ---- | ---------------------------------- | --------------- | ---------------------- | ------------------ | -------------------------------- |
| A.16             |      | пассажирский самолёт               | 23 июня 1924    | 22                     |                    |                                  |
| Fw 44            |      | учебный самолёт                    | 5 сентября 1932 | > 1900                 | 1935 — 1940        |                                  |
| Fw 47            |      | самолёт метеорологической разведки | 1931            | 35                     | 1934 — 1938        |                                  |
| Fw 56 Stosser    |      | истребитель                        | ноябрь 1933     | ~1000                  | 1935 — 1940        |                                  |
| Fw 57            |      | истребитель-бомбардировщик         | 1936            | 3                      |                    |                                  |
| Fw 62            |      | палубный самолёт-разведчик         | 23 октября 1937 | 2                      |                    |                                  |
| Fw 187 Falke     |      | истребитель                        | 1937            | 6                      |                    |                                  |
| Fw 189 Uhu       |      | самолёт-разведчик                  | 23 июля 1938    | 845                    | 1940 — начало 1944 |                                  |
| Fw 190 Würger    |      | истребитель                        | 1 июня 1939     | более 20000            | 1941 — 1945        |                                  |
| Fw 200 Condor    |      | многоцелевой самолёт               | 6 сентября 1937 | 276                    | 1937 — 1944        |                                  |
| Ta 152           |      | истребитель                        | 1944            | 49                     | 1944 — 1945        |                                  |
| Ta 154 Moskito   |      | истребитель                        | 1943            | ~50                    | 1942 — 1944        |                                  |
| Ta 183 Huckebein |      | истребитель                        | нет             | 0                      |                    | частично построен один экземпляр |
| P VII Flitzer    |      | истребитель                        | нет             | 0                      |                    | проект                           |
| Triebflügel      |      | экспериментальный СВВП             | нет             | 0                      |                    | проект                           |

### Folland
| Наименование | Фото | Тип         | Первый полёт | Количество экземпляров | Годы производства | Прим. |
| ------------ | ---- | ----------- | ------------ | ---------------------- | ----------------- | ----- |
| Gnat         |      | истребитель | 18 июля 1955 | 449                    |                   |       |

### Fokker
| Наименование     | Фото | Тип                                           | Первый полёт     | Количество экземпляров | Годы производства | Прим. |
| ---------------- | ---- | --------------------------------------------- | ---------------- | ---------------------- | ----------------- | ----- |
| 50               |      | пассажирский самолёт                          | 28 декабря 1985  | 213                    | 1985 — 1997       |       |
| 70               |      | пассажирский самолёт                          | 3 апреля 1993    | 48                     | 1993 — 1997       |       |
| 100              |      | пассажирский самолёт                          | 30 ноября 1986   | 283                    | 1986 — 1997       |       |
| C.V              |      | многоцелевой самолёт                          | май 1924         | 158                    | 1924 — 1939       |       |
| C.X              |      | ближний разведчик, легкий бомбардировщик      | 1934             | 71                     | 1935 — 1942       |       |
| C.XI             |      | гидросамолёт-разведчик                        | 20 июля 1935     | 15                     | 1938 — 1940       |       |
| C.XIV            |      | учебно-тренировочный, патрульный гидросамолёт | 1937             | 24                     |                   |       |
| D.VI             |      | истребитель                                   | 1917             | 59                     |                   |       |
| D.VII            |      | истребитель                                   | январь 1918      | ~3100                  | 1918              |       |
| D.XXI            |      | истребитель                                   | 27 марта 1936    | 139                    | 1937 — 1944       |       |
| D.XXIII          |      | истребитель                                   | 30 мая 1939      | 1                      | 1938 — 1939       |       |
| Dr.I             |      | истребитель                                   | 25 июня 1917     | 320                    |                   |       |
| E.I              |      | истребитель                                   | начало 1915      | 54                     | 1915 — 1916       |       |
| F.VII            |      | пассажирский самолёт                          | 24 ноября 1924   | 115                    | 1925 — 1932       |       |
| F.VIII           |      | пассажирский самолёт                          | 12 марта 1927    | 11                     |                   |       |
| F.IX             |      | пассажирский самолёт                          | 23 августа 1929  | 18                     |                   |       |
| F.XX             |      | пассажирский самолёт                          | 3 июня 1933      | 1                      |                   |       |
| F.XXII           |      | пассажирский самолёт                          | 1935             | 4                      |                   |       |
| F27 Friendship   |      | пассажирский самолёт                          | 24 ноября 1955   | 586                    | 1955 — 1987       |       |
| F28 Fellowship   |      | пассажирский самолёт                          | 9 мая 1967       | 241                    | 1967 — 1987       |       |
| G.1              |      | истребитель, разведчик                        | 16 марта 1937    | ~ 61-63                | 1939 — 1941       |       |
| S.14 Machtrainer |      | учебно-тренировочный                          | 19 мая 1951      | 21                     | 1955 — 1956       |       |
| T.V              |      | бомбардировщик                                | 16 октября 1937  | 16                     | 1937 — 1939       |       |
| T.IX             |      | бомбардировщик                                | 11 сентября 1939 | 1                      |                   |       |
| VFW-Fokker 614   |      | пассажирский самолёт                          | 14 июля 1971     | 19                     | 1971 — 1977       |       |

### Ford
| Наименование | Фото | Тип                  | Первый полёт | Количество экземпляров | Годы производства | Прим. |
| ------------ | ---- | -------------------- | ------------ | ---------------------- | ----------------- | ----- |
| Trimotor     |      | пассажирский самолёт | 1925         | 199                    | 1927 - 1933       |       |

### Fouga
| Наименование    | Фото | Тип                   | Первый полёт | Количество экземпляров | Годы производства | Прим. |
| --------------- | ---- | --------------------- | ------------ | ---------------------- | ----------------- | ----- |
| СМ.170 Magister |      | учебно-боевой самолёт | 23 июля 1952 | 929                    |                   |       |

### Friedrichshafen
| Наименование                | Фото | Тип                                        | Первый полёт  | Количество экземпляров | Годы производства | Прим. |
| --------------------------- | ---- | ------------------------------------------ | ------------- | ---------------------- | ----------------- | ----- |
| Friedrichshafen FF.1        |      | экспериментальный поплавковый гидросамолёт | 2 ноября 1912 | 1                      |                   |       |
| Friedrichshafen FF.46 (D.I) |      | истребитель                                | 1917          | 2                      |                   |       |

### Fuji
| Наименование | Фото | Тип                          | Первый полёт   | Количество экземпляров | Годы производства | Прим. |  |
| ------------ | ---- | ---------------------------- | -------------- | ---------------------- | ----------------- | ----- |  |
| T-1          |      | учебно-тренировочный самолёт | 19 января 1958 | 66                     |                   |       |  |
| T-3          |      | учебно-тренировочный самолёт | 17 января 1978 | 50                     |                   |       |  |
| T-5          |      | учебно-тренировочный самолёт | 28 июня 1984   | 40                     |                   |       |  |
| T-7          |      | учебно-тренировочный самолёт | 9 июля 2002    | 49                     |                   |       |  |

## G

### GAF
| Наименование | Фото | Тип                       | Первый полёт | Количество экземпляров | Годы производства | Прим. |
| ------------ | ---- | ------------------------- | ------------ | ---------------------- | ----------------- | ----- |
| Nomad        |      | самолёт общего назначения | 23 июля 1971 | 172                    | 1975 — 1985       |       |

### Galileo Avionica
| Наименование | Фото | Тип                   | Первый полёт | Количество экземпляров | Годы производства | Прим. |
| ------------ | ---- | --------------------- | ------------ | ---------------------- | ----------------- | ----- |
| Mirach 26    |      | разведывательный БПЛА | 1992         | н/д                    |                   |       |

### General Atomics
| Наименование             | Фото | Тип                           | Первый полёт   | Количество экземпляров | Годы производства | Прим. |
| ------------------------ | ---- | ----------------------------- | -------------- | ---------------------- | ----------------- | ----- |
| ALTUS                    |      | научно-исследовательский БПЛА | 1996           | 2                      |                   |       |
| GNAT                     |      | разведывательный БПЛА         | 1989           | ~22                    | 1989 — н.в.       |       |
| Mojave                   |      | ударный БПЛА                  | лето 2021      | 1                      |                   |       |
| MQ-1/RQ-1 Predator       |      | многоцелевой БПЛА             | 1994           | 360                    | 1994 — н.в.       |       |
| MQ-1C Grey Eagle         |      | ударный БПЛА                  | октябрь 2004   | 102                    | 2004 — н.в.       |       |
| MQ-9 Reaper / Predator B |      | ударный БПЛА                  | 2 февраля 2001 | более 316              |                   |       |

### General Dynamics
| Наименование         | Фото | Тип                              | Первый полёт    | Количество экземпляров | Годы производства | Прим.                                    |
| -------------------- | ---- | -------------------------------- | --------------- | ---------------------- | ----------------- | ---------------------------------------- |
| A-12 Avenger II      |      | бомбардировщик                   | нет             | 0                      |                   | разработка прекращена в январе 1991 года |
| EF-111 Raven         |      | самолёт радиоэлектронной борьбы  | 1985            | 42                     |                   |                                          |
| F-111                |      | тактический бомбардировщик       | 21 декабря 1964 | 563                    | 1967 — 1982       |                                          |
| F-111B               |      | палубный истребитель-перехватчик | 18 мая 1965     | 7                      | 1960-е            |                                          |
| F-111C               |      | истребитель-бомбардировщик       | Июль 1968       | 28                     |                   |                                          |
| F-16 Fighting Falcon |      | истребитель                      | 2 февраля 1974  | 4604                   | 1975 — н.в.       |                                          |

### Givaudan
| Наименование | Фото | Тип                       | Первый полёт | Количество экземпляров | Годы производства | Прим. |
| ------------ | ---- | ------------------------- | ------------ | ---------------------- | ----------------- | ----- |
| Givaudan I   |      | экспериментальный самолёт | не взлетел   | 1                      | 1909              |       |

### Gloster
| Наименование | Фото | Тип         | Первый полёт     | Количество экземпляров | Годы производства   | Прим. |
| ------------ | ---- | ----------- | ---------------- | ---------------------- | ------------------- | ----- |
| Gamecock     |      | истребитель | 22 февраля 1925  | 108                    | 1925 — 1930         |       |
| Gauntlet     |      | истребитель | январь 1929      | 245                    | февраль 1934 — 1937 |       |
| Gladiator    |      | истребитель | 12 сентября 1934 | 747                    | 1937 — 1940         |       |
| Javelin      |      | истребитель | 26 ноября 1951   | 433                    |                     |       |
| Meteor       |      | истребитель | 5 марта 1943     | 3553                   | 1944 — 1955         |       |

### Goodyear
| Наименование | Фото | Тип                       | Первый полёт    | Количество экземпляров | Годы производства | Прим. |
| ------------ | ---- | ------------------------- | --------------- | ---------------------- | ----------------- | ----- |
| Inflatoplane |      | экспериментальный самолёт | 13 февраля 1956 | 12                     | 1955 — 1962       |       |

### Gotha
| Наименование | Фото | Тип                         | Первый полёт | Количество экземпляров | Годы производства | Прим. |
| ------------ | ---- | --------------------------- | ------------ | ---------------------- | ----------------- | ----- |
| G.IV         |      | бомбардировщик              | 1917         | 230                    |                   |       |
| Go 229       |      | истребитель                 | 1 марта 1944 | 3                      |                   |       |
| Go 244       |      | военно-транспортный самолёт | лето 1941    | 176                    |                   |       |

### Gourdou-Leseurre
| Наименование | Фото | Тип                             | Первый полёт     | Количество экземпляров | Годы производства | Прим. |
| ------------ | ---- | ------------------------------- | ---------------- | ---------------------- | ----------------- | ----- |
| GL-810       |      | палубный гидросамолёт-разведчик | 23 сентября 1930 | 26                     |                   |       |

### Granville Brothers Aircraft
| Наименование                    | Фото | Тип                | Первый полёт    | Количество экземпляров | Годы производства | Прим. |
| ------------------------------- | ---- | ------------------ | --------------- | ---------------------- | ----------------- | ----- |
| Gee Bee Model R Super Sportster |      | спортивный самолёт | 13 августа 1932 | 2                      | 1932 — 1933       |       |

### Grob
| Наименование | Фото | Тип                          | Первый полёт | Количество экземпляров | Годы производства | Прим. |
| ------------ | ---- | ---------------------------- | ------------ | ---------------------- | ----------------- | ----- |
| G 115        |      | учебно-тренировочный самолёт | ноябрь 1985  | н/д                    | 1985 — н.в.       |       |
| G 120        |      | учебно-тренировочный самолёт | 1999         | 533                    | 1999 — н.в.       |       |

### Grumman Corporation
| Наименование    | Фото | Тип                              | Первый полёт     | Количество экземпляров | Годы производства       | Прим. |
| --------------- | ---- | -------------------------------- | ---------------- | ---------------------- | ----------------------- | ----- |
| A-6 Intruder    |      | палубный штурмовик               | 19 апреля 1960   | 693                    | 1962 — 1990             |       |
| AF Guardian     |      | палубный противолодочный самолёт | 19 декабря 1945  | 390                    | 1949 — 1953             |       |
| C-1 Trader      |      | палубный транспортный самолёт    | 19 января 1955   | 87                     |                         |       |
| C-2 Greyhound   |      | палубный транспортный самолёт    | 18 ноября 1964   | 58                     | 1965 — 1968 1985 — 1989 |       |
| E-1 Tracer      |      | палубный самолёт ДРЛО            | 17 декабря 1956  | 88                     | 1958 — 1961             |       |
| E-2 Hawkeye     |      | палубный самолёт ДРЛО            | 21 октября 1960  | 200                    |                         |       |
| EA-6 Prowler    |      | палубный самолёт РЭБ             | 25 мая 1968      | 170                    |                         |       |
| F-9 Cougar      |      | палубный истребитель             | 20 сентября 1952 | 1392                   |                         |       |
| F-11 Tiger      |      | палубный истребитель             | 30 июля 1954     | 200                    | 1954 — 1959             |       |
| F-14 Tomcat     |      | палубный истребитель             | 21 декабря 1970  | 712                    | 1974 — 1992             |       |
| F4F Wildcat     |      | палубный истребитель             | 2 сентября 1937  | 7885                   |                         |       |
| F6F Hellcat     |      | палубный истребитель             | 26 июня 1942     | 12275                  | 1942 — 1945             |       |
| F7F Tigercat    |      | палубный истребитель             | 2 ноября 1943    | 364                    | 1943 — 1946             |       |
| F8F Bearcat     |      | палубный истребитель             | 31 августа 1944  | 1014                   | 1945 — 1948             |       |
| F9F Panther     |      | палубный истребитель             | 24 ноября 1947   | 1382                   |                         |       |
| G-21 Goose      |      | транспортный гидросамолёт        | 29 мая 19377     | 345                    |                         |       |
| G-73 Mallard    |      | транспортный гидросамолёт        | 30 апреля 1946   | 59                     | 1946 — 1951             |       |
| HU-16 Albatross |      | транспортный гидросамолёт        | 24 октября 1947  | 466                    | 1949 — 1961             |       |
| OV-1 Mohawk     |      | лёгкий штурмовик                 | 14 апреля 1959   | 380                    | 1959 — 1970             |       |
| S-2 Tracker     |      | палубный противолодочный самолёт | 4 декабря 1952   | 1284                   |                         |       |
| TBF/TBM Avenger |      | палубный торпедоносец            | 7 августа 1941   | 9839                   | 1959 — 1970             |       |
| X-29            |      | экспериментальный истребитель    | 1984             | 2                      |                         |       |

### Guizhou
| Наименование                   | Фото | Тип                   | Первый полёт    | Количество экземпляров | Годы производства | Прим. |
| ------------------------------ | ---- | --------------------- | --------------- | ---------------------- | ----------------- | ----- |
| JL-9 / FTC-2000 Mountain Eagle |      | учебно-боевой самолёт | 13 декабря 2003 | н/д                    | 2008 — н.в.       |       |

### Gulfstream Aerospace Corporation
| Наименование                | Фото | Тип                      | Первый полёт     | Количество экземпляров | Годы производства | Прим. |
| --------------------------- | ---- | ------------------------ | ---------------- | ---------------------- | ----------------- | ----- |
| Gulfstream I                |      | административный самолёт | 14 августа 1958  | 200                    | 1959 — 1969       |       |
| Gulfstream II               |      | административный самолёт | 2 октября 1966   | 256                    | 1967 — 1980       |       |
| Gulfstream IV / G300 / G400 |      | административный самолёт | 19 сентября 1985 | 535                    | 1987 — 2003       |       |
| Gulfstream V / C-37A        |      | административный самолёт | 28 ноября 1995   | 193                    |                   |       |
| G150                        |      | административный самолёт | 19 сентября 1985 | 535                    | 1987 — 2003       |       |
| G200                        |      | административный самолёт | 25 декабря 1997  | 250                    | 1997 — 2011       |       |
| G280                        |      | административный самолёт | 11 декабря 2009  | ~200                   | 2009 — н.в.       |       |
| G500 / G550 /C-37B          |      | административный самолёт | 2004             | более 600              | 2003 — 2021       |       |
| G650                        |      | административный самолёт | 25 ноября 2009   | 436                    | 2008 — н.в.       |       |
| G700                        |      | административный самолёт | 14 февраля 2020  | 12                     | 2021 — н.в.       |       |

## H

### Hall
| Наименование | Фото | Тип                       | Первый полёт | Количество экземпляров | Годы производства | Прим. |
| ------------ | ---- | ------------------------- | ------------ | ---------------------- | ----------------- | ----- |
| PH           |      | многоцелевой гидросамолёт | декабрь 1929 | 24                     |                   |       |

### Hamburger Flugzeugbau
| Наименование      | Фото | Тип                      | Первый полёт   | Количество экземпляров | Годы производства | Прим. |
| ----------------- | ---- | ------------------------ | -------------- | ---------------------- | ----------------- | ----- |
| HFB-320 Hansa Jet |      | бизнес-джет, самолёт РЭБ | 21 апреля 1964 | 47                     | 1966 — 1973       |       |

### Handley Page
| Наименование                          | Фото | Тип                               | Первый полёт     | Количество экземпляров | Годы производства | Прим. |
| ------------------------------------- | ---- | --------------------------------- | ---------------- | ---------------------- | ----------------- | ----- |
| HP.42 / HP.45 Heracles                |      | пассажирский самолёт              | 14 ноября 1930   | 8                      | 1930 — 1931       |       |
| HP.52 Hampden                         |      | бомбардировщик                    | 21 июня 1936     | 1430                   | 1936 — 1941       |       |
| HP.57 / HP.59 / HP.61 / HP.63 Halifax |      | тяжёлый бомбардировщик            | 24 сентября 1939 | 6178                   | 1940 — 1946       |       |
| HP.80 Victor                          |      | стратегический бомбардировщик     | 24 декабря 1952  | 86                     | 1952 — 1963       |       |
| HP.81 Hermes                          |      | пассажирский самолёт              | 2 декабря 1945   | 29                     | 1945 — 1951       |       |
| HP.137 Jetstream                      |      | региональный пассажирский самолёт | 18 августа 1967  | 66                     | 1967 — 1975       |       |
| HPR.7 Dart Herald                     |      | региональный пассажирский самолёт | 25 августа 1955  | 50                     | 1959 — 1968       |       |

### Hanriot
Aéroplanes Hanriot et Cie
| Наименование | Фото | Тип             | Первый полёт | Количество экземпляров | Годы производства | Прим. |
| ------------ | ---- | --------------- | ------------ | ---------------------- | ----------------- | ----- |
| HD.14        |      | учебный самолёт | 1920         | ~2100                  | 1920 — 1928       |       |
| H.230        |      | учебный самолёт | июнь 1937    | 35                     | 1940              |       |

### Hansa-Brandenburg
| Наименование | Фото | Тип            | Первый полёт | Количество экземпляров | Годы производства | Прим. |
| ------------ | ---- | -------------- | ------------ | ---------------------- | ----------------- | ----- |
| G.I          |      | бомбардировщик | начало 1916  | ~50                    | 1917 — 1918       |       |

### Harbin Aircraft Manufacturing Corporation (HAMC)
| Наименование | Фото | Тип                       | Первый полёт     | Количество экземпляров | Годы производства | Прим. |
| ------------ | ---- | ------------------------- | ---------------- | ---------------------- | ----------------- | ----- |
| H-5          |      | фронтовой бомбардировщик  | 25 сентября 1966 | ~2000                  | 1967 - н.в.       |       |
| SH-5         |      | многоцелевой гидросамолёт | 3 апреля 1976    | 7                      | 1984 - 1985       |       |
| Y-11         |      | пассажирский самолёт      | 30 декабря 1975  | н/д                    | 1977 - н.д.       |       |
| Y-12         |      | пассажирский самолёт      | 14 июля 1982     | н/д                    | 1985 - н.д.       |       |

### Hawker
| Наименование | Фото | Тип                  | Первый полёт    | Количество экземпляров | Годы производства | Прим. |
| ------------ | ---- | -------------------- | --------------- | ---------------------- | ----------------- | ----- |
| Fury         |      | истребитель          | 25 марта 1931   | ~300                   |                   |       |
| Hart         |      | истребитель          | июнь 1928       | 932                    |                   |       |
| Hunter       |      | истребитель          | 21 июля 1951    | 1972                   |                   |       |
| Hurricane    |      | истребитель          | 6 ноября 1935   | 14583                  | 1937 — 1944       |       |
| Nimrod       |      | палубный истребитель | 14 октября 1931 | 92                     |                   |       |
| Sea Fury     |      | палубный истребитель | 21 февраля 1945 | 864                    | 1945 — 1955       |       |
| Sea Hawk     |      | палубный истребитель | 2 сентября 1947 | 542                    |                   |       |
| Tempest      |      | истребитель          | 2 сентября 1942 | 1702                   |                   |       |
| Tornado      |      | истребитель          | 6 октября 1939  | 6                      |                   |       |
| Typhoon      |      | истребитель          | 24 февраля 1940 | 3317                   | 1941 — 1945       |       |

### Hawker Beechcraft
| Наименование        | Фото | Тип                          | Первый полёт    | Количество экземпляров | Годы производства | Прим. |
| ------------------- | ---- | ---------------------------- | --------------- | ---------------------- | ----------------- | ----- |
| 400                 |      | административный самолёт     | 29 августа 1978 | 859                    | 1978 — 2009       |       |
| 800                 |      | административный самолёт     | 26 мая 1983     | 650                    | 1983 — 2013       |       |
| 4000 Horizon        |      | административный самолёт     | 11 августа 2001 | 73                     | 2001 — 2013       |       |
| T-1 Jayhawk / T-400 |      | учебно-тренировочный самолёт | 5 июля 1991     | 180                    | 1992 — 1997       |       |

### Hawker Siddeley
| Наименование      | Фото | Тип                                                    | Первый полёт    | Количество экземпляров | Годы производства | Прим.         |
| ----------------- | ---- | ------------------------------------------------------ | --------------- | ---------------------- | ----------------- | ------------- |
| P.1127            |      | экспериментальный СВВП                                 | 19 ноября 1960  | 6                      |                   |               |
| Harrier GR.1/GR.3 |      | истребитель-бомбардировщик СВВП                        | 13 августа 1966 | 278                    | 1967 — 1970-е     |               |
| HS.125            |      | самолёт бизнес класса                                  | 13 августа 1962 | 1720                   | 1963 — 2013       |               |
| HS.141            |      | пассажирский СВВП                                      | нет             | 0                      |                   | проект закрыт |
| HS.121 Trident    |      | пассажирский самолёт                                   | 9 января 1962   | 117                    | 1962 — 1978       |               |
| HS.748            |      | пассажирский самолёт                                   | 24 июня 1960    | 380                    | 1961 — 1988       |               |
| HS.801 Nimrod     |      | самолёт морской радиоэлектронной разведки, самолёт ПЛО | 23 мая 1967     | 51                     | 1968 — 1970-е     |               |

### Heinkel
| Наименование      | Фото | Тип                                     | Первый полёт    | Количество экземпляров | Годы производства       | Прим.                  |
| ----------------- | ---- | --------------------------------------- | --------------- | ---------------------- | ----------------------- | ---------------------- |
| HD 15             |      | летающая лодка                          | 1927            | 1                      |                         |                        |
| HD 16             |      | бомбардировщик-торпедоносец             | 1928            | 2                      |                         |                        |
| HD 17             |      | самолёт-разведчик                       | 1926            | н/д                    |                         |                        |
| HD 19             |      | истребитель                             | июль 1928       | 6                      |                         |                        |
| HD 20             |      | самолёт-разведчик                       | 1926            | н/д                    |                         |                        |
| HD 21             |      | учебно-тренировочный самолёт            | 1924            | н/д                    |                         |                        |
| HD 22             |      | учебно-тренировочный самолёт            | 1926            | <30                    |                         |                        |
| HD 23             |      | истребитель                             | 1927            | 4                      |                         |                        |
| HD 24             |      | учебно-тренировочный самолёт            | 1926            | 35                     |                         |                        |
| HD 25             |      | самолёт-разведчик                       | 1926            | 16                     |                         |                        |
| HD 26             |      | истребитель                             | 1928            | 2                      |                         |                        |
| HD 28             |      | самолёт-разведчик                       | 1926            | 1                      |                         |                        |
| HD 32             |      | учебно-тренировочный самолёт            | 1926            | 10                     |                         |                        |
| HD 34             |      | бомбардировщик                          | 1928            | 1                      |                         |                        |
| HD 35             |      | учебно-тренировочный самолёт            | 1926            | 1                      |                         |                        |
| HD 36             |      | учебно-тренировочный самолёт            | 1927            | 20                     | 1929 — 1930             |                        |
| HD 37c            |      | истребитель                             | апрель 1928     | 131                    | 1931 — 1934             |                        |
| HD 38             |      | истребитель                             | 1929            | 12                     |                         |                        |
| HD 39             |      | почтовый самолёт                        | 1926            | 1                      |                         |                        |
| HD 40             |      | почтовый самолёт                        | 1927            | 1                      |                         |                        |
| HD 41             |      | самолёт-разведчик                       | 1929            | 4                      |                         |                        |
| HD 43             |      | истребитель                             | 1931            | 1                      |                         |                        |
| HD 55             |      | катапультный самолёт-разведчик          | 1930            | ~40                    |                         |                        |
| HD 56             |      | палубный разведчик                      | 1931            | 12                     |                         |                        |
| HE 1              |      | гидросамолёт-разведчик                  | 1923            | 14                     |                         |                        |
| HE 2              |      | гидросамолёт-разведчик                  | 1923            | 6                      |                         |                        |
| HE 4              |      | гидросамолёт-разведчик                  | 1926            | 5                      |                         |                        |
| HE 5              |      | гидросамолёт-разведчик                  | 1926            | 57                     |                         |                        |
| HE 6              |      | почтовый самолёт                        | 2 августа 1927  | 1                      |                         |                        |
| HE 7              |      | бомбардировщик-торпедоносец             | 1927            | 1                      |                         |                        |
| HE 8              |      | гидросамолёт-разведчик                  | 1927            | 22                     | 1927 — 1938             |                        |
| HE 9              |      | гидросамолёт-разведчик                  | 1928            | 1                      |                         |                        |
| HE 12             |      | катапультный почтовый самолёт           | 22 июля 1929    | 1                      |                         |                        |
| HE 18             |      | спортивный самолёт                      | 1925            | 2                      |                         |                        |
| He 42             |      | учебно-тренировочный самолёт            | 1931            | 213                    | 1932 — 1935             |                        |
| He 45             |      | самолёт-разведчик                       | весна 1932      | 512                    | лето 1933 — 1936        |                        |
| He 46             |      | самолёт-разведчик                       | 23 апреля 1931  | 481                    | январь 1934—1937        |                        |
| He 49             |      | истребитель                             | 1932            | 4                      |                         |                        |
| He 50             |      | разведчик-бомбардировщик                | 1931            | >78                    |                         |                        |
| He 51             |      | истребитель                             | май 1933        | 600                    | апрель 1935 — 1937      |                        |
| He 57 Heron       |      | летающая лодка                          | 1929            | 2                      |                         |                        |
| He 58             |      | почтовый самолёт                        | 1930            | 1                      |                         |                        |
| He 59             |      | гидросамолёт-разведчик                  | сентябрь 1931   | 142                    | февраль 1932 — 1938     |                        |
| He 60             |      | катапультный самолёт-разведчик          | 2 декабря 1931  | 282                    | июль 1933 — июль 1937   |                        |
| He 63             |      | учебно-тренировочный самолёт            | апрель 1932     | 10                     |                         |                        |
| He 64             |      | спортивный самолёт                      | 1932            | 7                      |                         |                        |
| He 70             |      | разведчик-бомбардировщик                | 1 декабря 1932  | 324                    | 1934 — 1937             |                        |
| He 71             |      | спортивный самолёт                      | 1933            | 1                      |                         |                        |
| He 72 Kadett      |      | учебно-тренировочный самолёт            | 1933            | 768                    | 1933 — 1937             |                        |
| He 74             |      | истребитель                             | 1934            | 3                      |                         |                        |
| He 100            |      | истребитель                             | 22 января 1938  | 25                     | 1937 — 1939             |                        |
| He 111            |      | бомбардировщик                          | 24 февраля 1935 | 7603                   | 1935 — 1944             |                        |
| He 112            |      | истребитель                             | 1 сентября 1935 | 98                     | март 1938 — апрель 1939 |                        |
| He 114            |      | гидросамолёт-разведчик                  | весна 1936      | 103                    |                         |                        |
| He 115            |      | гидросамолёт-разведчик                  | август 1937     | 138                    | январь 1939 — июль 1940 |                        |
| He 116            |      | транспортный самолёт, самолёт-разведчик | 1937            | 14                     |                         |                        |
| He 118            |      | пикирующий бомбардировщик               | 1935            | 15                     |                         |                        |
| He 119            |      | гидросамолёт-разведчик                  | 1937            | 8                      |                         |                        |
| He 162 Volksjäger |      | истребитель                             | 6 декабря 1944  | ~320                   |                         |                        |
| He 176            |      | экспериментальный самолёт               | 20 июня 1939    | 1                      | 1937 — лето 1938        |                        |
| He 177 Greif      |      | тяжелый бомбардировщик                  | 19 ноября 1939  | 1094                   | март 1942 — 1944        |                        |
| He 178            |      | экспериментальный самолёт               | 27 августа 1939 | 2                      | конец 1938 — 1939       |                        |
| He 219 Uhu        |      | ночной истребитель                      | 6 ноября 1942   | 268                    | 1943 — 1945             |                        |
| He 270            |      | разведчик-бомбардировщик                | 1938            | 1                      |                         |                        |
| He 274            |      | тяжелый бомбардировщик                  | 1945            | 2                      |                         |                        |
| He 277            |      | тяжелый бомбардировщик                  | 1943            | 8                      |                         |                        |
| He 280            |      | истребитель                             | 30 марта 1941   | 9                      | 1940 — 1943             |                        |
| He 343            |      | бомбардировщик                          | нет             | 0                      |                         | проект не был закончен |
| Lerche            |      | истребитель СВВП                        | нет             | 0                      |                         | проект не был закончен |
| P.1077            |      | истребитель                             | не было         | 0                      |                         | проект не реализован   |

### Henschel
| Наименование | Фото | Тип                                  | Первый полёт | Количество экземпляров | Годы производства         | Прим. |
| ------------ | ---- | ------------------------------------ | ------------ | ---------------------- | ------------------------- | ----- |
| Hs 123       |      | пикирующий бомбардировщик, штурмовик | 8 мая 1935   | 248                    | 1935 — 1937               |       |
| Hs 126       |      | разведчик, корректировщик            | осень 1936   | 510                    | январь 1938 — январь 1941 |       |
| Hs 129       |      | штурмовик                            | 25 мая 1939  | 878                    | июнь 1940 - сентябрь 1944 |       |
| Hs 132       |      | пикирующий бомбардировщик            | не было      | 3 (прототипа)          |                           |       |

### HESA (Iran Aircraft Manufacturing Industrial Company)
| Наименование         | Фото | Тип                          | Первый полёт  | Количество экземпляров | Годы производства | Прим. |
| -------------------- | ---- | ---------------------------- | ------------- | ---------------------- | ----------------- | ----- |
| Azarakhsh            |      | истребитель                  | август 2007   | ~6                     |                   |       |
| Kowsar               |      | истребитель                  | 3 ноября 2018 | 4                      | 2018 — н.в.       |       |
| Saeqeh               |      | истребитель                  | 2004          | ~24                    | 2007 — н.в.       |       |
| Беспилотные самолёты |      |                              |               |                        |                   |       |
| Arash                |      | ударный БПЛА                 | 2020          | н/д                    | 2020 — н.в.       |       |
| Karrar               |      | ударно-разведывательный БПЛА | 2009          | н/д                    |                   |       |
| Mohajer-6            |      | разведывательный БПЛА        | 2010-е        | 210                    | март 2017 — н.в.  |       |
| Shahed 129           |      | разведывательный БПЛА        | весна 2012    | 22/40                  | 2012 — н.в.       |       |
| Shahed 136           |      | ударный БПЛА                 | 2020          | н/д                    | 2020 — н.в.       |       |
| Shahed 171 Simorgh   |      | ударно-разведывательный БПЛА | 2014          | н/д                    | 2010-е — н.в.     |       |

### Hindustan Aeronautics(HAL)
| Наименование         | Фото | Тип                          | Первый полёт    | Количество экземпляров | Годы производства | Прим. |
| -------------------- | ---- | ---------------------------- | --------------- | ---------------------- | ----------------- | ----- |
| Ajeet                |      | истребитель-бомбардировщик   | 5 ноября 1975   | 89                     |                   |       |
| Tejas                |      | истребитель                  | 4 января 2001   | 40                     | 2001 - н.в.       |       |
| HF-24 Marut          |      | истребитель-бомбардировщик   | 17 июня 1961    | 147                    |                   |       |
| HJT-16 Kiran         |      | учебно-тренировочный самолёт | 4 сентября 1964 | 190                    |                   |       |
| HJT-36 Sitara        |      | учебно-тренировочный самолёт | 7 марта 2003    | 16                     | 2010 - н.в.       |       |
| Беспилотные самолёты |      |                              |                 |                        |                   |       |
| Lakshya              |      | разведывательный БПЛА        | 1985            | 30                     |                   |       |

### Hiro
| Наименование | Фото | Тип                    | Первый полёт | Количество экземпляров | Годы производства | Прим. |
| ------------ | ---- | ---------------------- | ------------ | ---------------------- | ----------------- | ----- |
| H1H          |      | гидросамолёт-разведчик | 1927         | 65                     | 1927 — 1934       |       |
| H2H          |      | гидросамолёт-разведчик | 1930         | 17                     |                   |       |
| H4H          |      | гидросамолёт-разведчик | 1931         | 47                     |                   |       |

### Honda Aircraft Company
| Наименование    | Фото | Тип         | Первый полёт   | Количество экземпляров | Годы производства   | Прим. |
| --------------- | ---- | ----------- | -------------- | ---------------------- | ------------------- | ----- |
| HA-420 HondaJet |      | бизнес-джет | 3 декабря 2003 | 200                    | декабрь 2015 - н.в. |       |

### Hongdu Aviation Industry Group(HAIG)
| Наименование         | Фото | Тип                          | Первый полёт    | Количество экземпляров | Годы производства | Прим. |
| -------------------- | ---- | ---------------------------- | --------------- | ---------------------- | ----------------- | ----- |
| CJ-6                 |      | учебно-тренировочный самолет | 27 августа 1958 | более 2000             | 1958 - н.в.       |       |
| JL-8 / K-8 Karakorum |      | учебно-боевой самолет        | 21 ноября 1990  | более 500              | 1993 - н.в.       |       |
| JL-10 / L-15         |      | учебно-боевой самолет        | 14 марта 2006   | 15                     | 2010 - н.в.       |       |

### Horten
| Наименование | Фото | Тип         | Первый полёт | Количество экземпляров | Годы производства | Прим.             |
| ------------ | ---- | ----------- | ------------ | ---------------------- | ----------------- | ----------------- |
| Ho IX        |      | истребитель | 1 марта 1944 | 3                      |                   | программа закрыта |

### Hughes Aircraft
| Наименование | Фото | Тип                        | Первый полёт    | Количество экземпляров | Годы производства | Прим.             |
| ------------ | ---- | -------------------------- | --------------- | ---------------------- | ----------------- | ----------------- |
| H-1 Racer    |      | рекордный гоночный самолёт | 17 августа 1935 | 1                      |                   |                   |
| H-4 Hercules |      | транспортный гидросамолёт  | 2 ноября 1947   | 1                      |                   | программа закрыта |
| XF-11        |      | самолёт-разведчик          | 7 июля 1946     | 2                      |                   | программа закрыта |